# James DeMonaco
James DeMonaco (nacido en 1969) es un guionista, director y productor estadounidense más conocido por su trabajo en las películas de The Purge, The Purge: Anarchy, The Purge: Election Year, y Staten Island.

## Filmografía

### Cine
| Año  | Título                          | Ocupación            |
| ---- | ------------------------------- | -------------------- |
| 1996 | Jack                            | Guionista            |
| 1998 | The Negotiator                  | Guionista            |
| 2005 | Asalto en el Precinto 13        | Guionista            |
| 2006 | Skinwalkers                     | Guionista            |
| 2009 | Staten Island (Little New York) | Director y guionista |
| 2013 | The Purge                       | Director y guionista |
| 2014 | The Purge: Anarchy              | Director y guionista |
| 2016 | The Purge: Election Year        | Director y guionista |
| 2018 | The First Purge                 | Guionista            |
| 2021 | The Forever Purge               | Guionista            |
| TBA  | The Purge 6                     | Director y guionista |

### Televisión
| Año  | Título         | Papel                                    | Rol |
| ---- | -------------- | ---------------------------------------- | --- |
| 2005 | HBO First Look | El mismo                                 | |
| 2007 | The Kill Point | Productor ejecutivo y guionista          | *Who's Afraid of Mr. Wolf, Parte 1 (22 de julio de 2007) – Escritor (creador), productor Ejecutivo - Who's Afraid of Mr. Wolf? Parte 2 (22 de julio de 2007) – Escritor (creador), productor Ejecutivo - No Meringue (29 de julio de 2007) – Escritor (creador), productor Ejecutivo - Pro Patria (5 de agosto de 2007) – Escritor (creador) - Visiting Hours (12 de agosto de 2007) – Escritor (creador) - The Great Ape Escape (19 de agosto de 2007) – Escritor (Escritor) - Rabbit at Unrest (26 de agosto de 2007) – Productor Ejecutivo - The Devil's Zoo (26 de agosto de 2007) – Escritor (Escritor) |
| 2009 | Crash          | Productor ejecutivo y guionista          | *You Set the Scene (18 de septiembre de 2009) – Productor Ejecutivo - Always See Your Face (25 de septiembre de 2009) – Escritor, Productor Ejecutivo - The World's a Mess/It's in My Kiss (3 de octubre de 2009) – Productor Ejecutivo - Can't Explain (9 de octubre de 2009) – Productor Ejecutivo - You, I'll Be Following (16 de octubre de 2009) – Productor Ejecutivo - No Matter What You Do (30 de octubre de 2009) – Productor Ejecutivo - Johnny Hit and Run Pauline (6 de noviembre de 2009) – Productor Ejecutivo - Lovers in Captivity (13 de noviembre de 2009) – Escritor, Productor Ejecutivo - Endangered Species (20 de noviembre de 2009) – Productor Ejecutivo - Master of Puppets (27 de noviembre de 2009) – Productor Ejecutivo - Calm Like a Bomb (4 de diciembre de 2009) – Productor Ejecutivo - Alone Again Or... (11 de diciembre de 2009) – Escritor, Productor Ejecutivo - Los Angeles (18 de diciembre de 2009) – Productor Ejecutivo |
| 2018 | The Purge      | Creador, productor ejecutivo y guionista | *What Is America? (4 de septiembre de 2018) - Escritor, Productor Ejecutivo - Take What's Yours (11 de septiembre de 2018) - Productor Ejecutivo |